# Theo Middelkamp
Theo Middelkamp, właśc. Theofiel Middelkamp (ur. 23 lutego 1914 w Nieuw-Namen, zm. 2 maja 2005 w Kieldrecht w Belgii) – holenderski kolarz szosowy i torowy, trzykrotny medalista mistrzostw świata.

## Kariera
Pierwszy sukces w karierze Theo Middelkamp osiągnął w 1936 roku, kiedy zdobył brązowy medal w wyścigu ze startu wspólnego podczas szosowych mistrzostw świata w Bernie. W zawodach tych wyprzedzili go jedynie Francuz Antonin Magne oraz Włoch Aldo Bini. Na rozgrywanych jedenaście lat później mistrzostwach świata w Reims był najlepszy w tej samej konkurencji. Wyprzedził tam Belga Alberta Sercu oraz swego rodaka Sjefa Janssena. Został tym samym pierwszym holenderskim mistrzem świata oraz jednym z dwóch kolarzy w historii (obok Marcela Kinta z Belgii), którzy zdobywali medale mistrzostw świata zarówno przed, jak i po II wojnie światowej. Ostatni medal zdobył na mistrzostwach świata w Moorslede w 1950 roku, gdzie był drugi ze startu wspólnego. Uległ tylko Albérikowi Schotte z Belgii, a trzecie miejsce zajął Szwajcar Ferdi Kübler. W 1936 roku został też pierwszym Holendrem, który wygrał etap Tour de France. Wynik ten powtórzył dwa lata później, jednak w obu przypadkach zajmował odległe miejsca w klasyfikacji generalnej, odpowiednio 23. i 43. Kilkakrotnie zdobywał mistrzostwo Holandii. Startował także na torze, jednak bez większych sukcesów. Nigdy nie wystąpił na igrzyskach olimpijskich. W 1951 roku zakończył karierę.